# خمیستی، تیبازه
خمیستی، تیبازه (به عربی: خمیستی، تیبازة) یک شهرداری در الجزایر است که در استان تیپازه واقع شده‌است.